# Ardooie

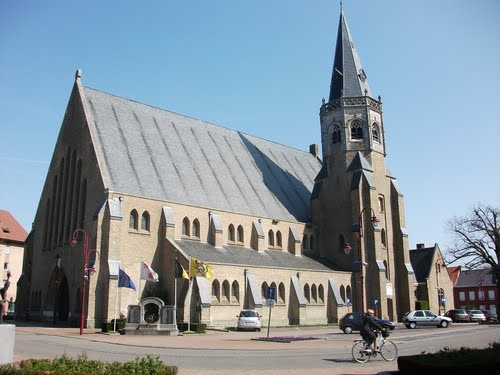

Ardooie é um município belga da província de Flandres Ocidental. O município é constituído pelas vilas de Ardooie e Koolskamp. Em 1 de Janeiro de 2006, o município tinha uma população de 9.147 habitantes, uma área de 34.58 km² , que correspondia a uma densidade populacional de 265 habitantes por km².

## Deelgemeenten
O município encontra-se dividido em duas deelgemeenten:
| #  | Nome      | Área  | População (2005) |
| -- | --------- | ----- | ---------------- |
| I  | Ardooie   | 24,14 | 6.882            |
| II | Koolskamp | 10,43 | 2.265            |

Fonte: Página oficial do município http://www.ardooie.be 